# Ван Свивелт, Гвидо
Гвидо ван Свивелт (нидерл. Guido Van Sweevelt род. 15 апреля 1949, Мортсел, Антверпен) — бельгийский профессиональный шоссейный велогонщик в 1972-1982 годах. Победитель многодневной велогонки Три дня Де-Панне (1978).

## Достижения
1971
1-й — Этап 13 Велогонка Мира
1972
5-й Гран-при Бруно Бегелли
1973
1-й — Этап 5а Тур Бельгии
4-й Кюрне — Брюссель — Кюрне
1974
4-й Гран-при Валлонии
1975
1-й Тур Лимбурга
1-й — Этап 5b Тур Бельгии
1-й — Пролог (КГ) Тур Люксембурга
8-й E3 Харелбеке
9-й Париж — Рубе
1976
1-й — Этап 1b Тур Нидерландов
3-й Гран-при Пино Черами
6-й Тур Лимбурга
1977
2-й Тур Бельгии — Генеральная классификация
3-й Три дня Де-Панне — Генеральная классификация
4-й Чемпионат Фландрии
8-й Гран-при Пино Черами
8-й Тур Лимбурга
1978
1-й  Три дня Де-Панне — Генеральная классификация
3-й Дварс дор Фландерен
3-й Этуаль де Бессеж — Генеральная классификация
4-й Гран-при Ефа Схеренса
4-й Гран-при Фурми
5-й Чемпионат Фландрии
7-й Схал Селс
1979
1-й Тур Лимбурга
1-й — Этап 1 (КГ) Тур Бельгии
5-й Дварс дор Фландерен
1980
1-й — Этап 2 Три дня Де-Панне
2-й Дварс дор Фландерен
2-й Чемпионат Фландрии
3-й Гран-при Зоттегема
1981
5-й Дварс дор Фландерен
8-й Тур Лимбурга
8-й Три дня Де-Панне — Генеральная классификация
10-й Натионале Слёйтингспрейс
1982
2-й Гран-при Вилворде
2-й Гран-при Импанис–Ван Петегем
3-й Схал Селс
7-й Гран-при Пино Черами
7-й Тур Лимбурга